# Gant-Wevelgem 1934
La Gant-Wevelgem 1934 fou la 1a edició de la cursa ciclista Gant-Wevelgem i es va disputar el 9 de setembre de 1934 sobre un recorregut de 120 km. El vencedor fou el belga Gustave Van Belle, que s'imposà en solitari. Els també belgues Maurice Vandenberghe i Jérôme Dufromont foren segon i tercer respectivament.

## Classificació final
| Final general classification \| Cilista \| Equip \| Temps \| \| ------- \| -------------------------- \| ---------- \| \| 1 \| Gustave Van Belle (BEL) \| 3h 20' 00" \| \| 2 \| Maurice Vandenberghe (BEL) \| + 20" \| \| 3 \| Jérôme Dufromont (BEL) \| + 1' 10" \| \| 4 \| Emile David (BEL) \| + 1' 20" \| \| 5 \| Richard Depoorter (BEL) \| + 2' 40" \| \| 6 \| André Hallaert (BEL) \| + 3' 00" \| \| 7 \| Joseph Devos (BEL) \| + 3' 45" \| \| 8 \| Joris Rogghe (BEL) \| + 3' 45" \| \| 9 \| Henri Pattyn (BEL) \| + 3' 55" \| \| 10 \| André Pattyn (BEL) \| + 4' 10" \| |                            |            |
| Cilista | Equip                      | Temps      |
| 1 | Gustave Van Belle (BEL)    | 3h 20' 00" |
| 2 | Maurice Vandenberghe (BEL) | + 20"      |
| 3 | Jérôme Dufromont (BEL)     | + 1' 10"   |
| 4 | Emile David (BEL)          | + 1' 20"   |
| 5 | Richard Depoorter (BEL)    | + 2' 40"   |
| 6 | André Hallaert (BEL)       | + 3' 00"   |
| 7 | Joseph Devos (BEL)         | + 3' 45"   |
| 8 | Joris Rogghe (BEL)         | + 3' 45"   |
| 9 | Henri Pattyn (BEL)         | + 3' 55"   |
| 10 | André Pattyn (BEL)         | + 4' 10"   |